# 懿仁王后
懿仁王后朴氏（いじんおうこう、ウイインワンフパク氏、1555年5月5日 - 1600年8月5日）は、第14代王宣祖の正室。

## 生涯
懿仁王后・朴氏は潘城府院君・朴応順と完山府夫人・李氏の間に1555年に生まれた。1569年に14歳で3歳年上の宣祖に嫁ぎ、王妃に冊封された。しかし夫の宣祖は後宮の恭嬪金氏や昭容金氏(後の仁嬪)ばかり寵愛したうえに病弱であったため、子供を授かることはできなかった。1600年8月5日、漢陽の慶運宮において46歳で息を引き取った。陵は京畿道九里市の東九陵にある穆陵で、夫の宣祖とともに埋葬されている。

## 家族
- 父:潘城府院君・朴応順
- 母:全州李氏　世宗の庶子 桂陽君の玄孫に当たる。
- 夫:宣祖

## 懿仁王后が登場する作品
- 朝鮮王朝500年 壬辰倭乱（1985年、MBC、日本未公開、演:キム・ヨンソン）
- 王の女（2003年～2004年、SBS、演:イ・ヒョチュン）
- 不滅の李舜臣（2004年～2005年、KBS、演:ファン・ミソン）
- 王の顔（2014年～2015年、SBS、演:イム・ジウン）
- 軍師リュ・スンリョン（2015年、KBS、演:ファン・イニョン）
- 魔女宝鑑 〜ホジュン、若き日の恋〜（2016年、JTBC、演:カン・ハンナ）